# Харшаньи, Тибор
Тибор Харшаньи (венг. Harsányi Tibor, до 1911 г. Хессер, нем. Hesser; 27 июня 1898, Мадьярканижа — 19 сентября 1954, Париж) — французский пианист и композитор венгерского происхождения.
Родился в еврейской семье, в 1911 году ему вместе с братом, будущим актёром Миклошем Харшаньи, была изменена фамилия.
Учился в Будапештской консерватории у Золтана Кодаи (композиция) и Шандора Ковача (фортепиано). Гастролировал по Европе, в 1920 году обосновался в Нидерландах, а с 1923 года жил в Париже. Здесь вошёл в состав так называемой Парижской школы композиторов, наряду с Александром Тансманом, Богуславом Мартину, Александром Черепниным и некоторыми другими. В парижский период Харшаньи несколько сократил исполнительскую карьеру, однако продолжал выступать: в частности, в 1935 году он стал первым исполнителем Концертино для фортепиано, трио и струнных Мартину (с Базельским камерным оркестром Пауля Захера). Кроме того, Харшаньи выступал и как дирижёр.
Композиторское наследние Харшаньи включает маленькую одноактную оперу «Приглашённые» (фр. Les invités; 1928), балет «Шота Руставели» (1945), Венгерскую сюиту для оркестра (1935), концерт для скрипки с оркестром (1947), концертино для фортепиано с оркестром (1931), нонет для духовых и струнных (1930, был исполнен на Всемирных днях музыки в Вене, 1932), другие камерные сочинения и пьесы для фортепиано. Написал также музыку к нескольким кинофильмам, в том числе к фильму Жюльена Дювивье «Маленький король» (1933).